# Myoxocephalus yesoensis
Myoxocephalus yesoensis är en fiskart som beskrevs av Snyder, 1911. Myoxocephalus yesoensis ingår i släktet Myoxocephalus och familjen simpor. Inga underarter finns listade i Catalogue of Life.